# 화유황귀비
화유황귀비 유가씨(和裕皇貴妃 劉佳氏, 1761년 1월 9일 ~ 1834년 4월 27일)는 중국 청나라의 제7대 황제인 가경제(嘉慶帝)의 후궁이다.

## 생애
1776년 당시 황자 신분이었던 가경제의 측실로 간택되었고, 1796년 남편 가경제가 보위에 오르자 후궁으로 올랐다.
1820년 가경제가 붕어하고 그의 서자 도광제(道光帝)가 즉위한 이후로는 황실의 원로로서 예우받았으며, 1834년 4월 27일을 기하여 향년 73세로 훙서하였다.

## 직계 친척 관계
- 사위: 색특납목다포제
- 양외손자: 셍게린첸

## 같이 보기
- 효화예황태후 유호록씨
- 각혜황귀비 동가씨
- 수장고륜공주